# Lioré et Olivier LeO H-13
Dimensions
Le Lioré et Olivier H-13 est un hydravion à coque commercial biplan réalisé en France durant l'Entre-deux-guerres par le constructeur aéronautique Lioré et Olivier.

## Description
Bateau volant biplan bimoteur de construction en bois. Fuselage à ossature bois, recouvert de contreplaqué, de section rectangulaire, à fond plat à une seule marche. Ailes rectangulaires à deux longerons, recouvertes de contreplaqué (devant) et de toile. Une aile inférieure fixée au fuselage, une aile supérieure au-dessus, montée sur des entretoises, avec deux moteurs entre les ailes, entraînant des hélices tractrices. Deux flotteurs sous l'aile inférieure. Empennage contreventé conventionnel . Deux moteurs radiaux Hispano-Suiza 8E de 150 ch.
Armement : deux mitrailleuses Lewis jumelées de 7,7 mm et 4 bombes jusqu'à 25 kg sous l'aile inférieure.

## Conception
Le LeO H-13 a été construit par Lioré et Olivier dans l'usine de Levallois-Perret, pour une commande de la compagnie aérienne française Aeronavale. Le prototype a volé en juillet 1922. À partir de 1923, 23 avions de passagers LeO H-13A ont été construits .
Ensuite, des variantes militaires ont été développées : le bombardier de reconnaissance LeO H-13B-3 et d'entraînement LeO H-13E . Ils différaient par la configuration du fuselage, car le H-13B-3 avait un cockpit ouvert pour un pilote uniquement derrière une aile inférieure, tandis que le H-13E avait un cockpit ouvert pour un stagiaire et un instructeur assis côte à côte, devant les ailes. Tous deux avaient des positions de mitrailleuses ouvertes dans le nez et derrière les ailes. Le H-13E pouvait également être utilisé comme avion de reconnaissance. À partir de la fin de 1923, 20 H-13B-3 furent construits 